# Сарамзалино
Сарамзалино (на македонска литературна норма: Сарамзалино) е село в централната част на Северна Македония, община Джумайлия (Лозово).

## География
Селото е разположено в областта Овче поле, на около 3 километра източно от общинския център Джумайлия (Лозово).

## История
През XIX век Сарамзалино е изцяло българско село в Щипска кааза, нахия Овче поле на Османската империя. Според статистиката на Васил Кънчов („Македония. Етнография и статистика“) от 1900 година Сърамзалино има 180 жители, всички българи християни.
Населението на селото е под върховенството на Българската екзархия. В статистиката на секретаря на екзархията Димитър Мишев от 1905 година („La Macédoine et sa Population Chrétienne“) Сарамзалино (Saramzalino) е посочено като село със 104 жители българи екзархисти.
Сарамзалино е чифлик, който селяните успяват да изкупят с пари от районната каса на ВМОРО в периода 1904 - 1907 година. Нивите са разпределени между селяните, които за година и половина успяват да върнат парите на ВМОРО.
След Междусъюзническата война в 1913 година селото попада в Сърбия.
На етническата си карта от 1927 година Леонард Шулце Йена показва Сари Хамзали (Sari-Hamzali на турски: Sarı Hamzalı) като българско християнско село.
На 14 януари 2007 година митрополит Иларион Брегалнишки осветява темелния камък на църквата „Успение Богородично“.
| Националност | Всичко |
| македонци    | 116    |
| албанци      | 0      |
| турци        | 0      |
| роми         | 0      |
| власи        | 0      |
| сърби        | 2      |
| бошняци      | 0      |
| други        | 0      |